# Johnny Galecki
Johnny Galecki, właśc. John Mark Galecki (ur. 30 kwietnia 1975 w Bree) – amerykański aktor telewizyjny, teatralny i filmowy.

## Życiorys
Urodził się w Bree w Belgii jako najstarsze dziecko Amerykanów pochodzenia polskiego ze strony ojca, irlandzkiego i włoskiego ze strony matki. Jest synem Mary Lou i Richarda Galeckich; matka pracowała jako konsultant hipoteczny, a ojciec był żołnierzem United States Air Force stacjonujących w Belgii i pracował jako nauczyciel rehabilitacji. Wychowywał się z młodszym rodzeństwem – siostrą Allison (ur. 1980) i bratem Nickiem (ur. 1982). Kiedy miał trzy lata, wraz z rodziną przeniósł się do Oak Park, przedmieścia Chicago w Illinois.
W wieku siedmiu lat wystąpił w musicalu Skrzypek na dachu (Fiddler on the Roof), Pippin i Galileo z udziałem Briana Dennehy na scenie The Goodman Theater w Chicago. W wieku 11 lat za rolę Johna Henry’ego w sztuce Gość weselny (The Member of the Wedding) zdobył nominację do nagrody im. Josepha Jeffersona. Po raz pierwszy trafił na szklany ekran w miniserialu CBS Uświęcone morderstwo (Murder Ordained, 1987). Za rolę Davida Healy w sitcomie stacji ABC Roseanne (1992–1997) odebrał Nagrodę Młodych Artystów. Wystąpił w teledysku Dave Matthews Band „Satellite” (1995).
Międzynarodową popularność przyniosła mu rola Leonarda Hofstadtera, jednego z głównych bohaterów serialu komediowego Teoria wielkiego podrywu (The Big Bang Theory). Od 13 listopada 2006 do 18 lutego 2007 grał rolę męskiej prostytutki o imieniu Aleks w sztuce off-broadwayowskiej Mały pies śmiał się (The Little Dog Laughed), za którą zdobył nagrodę Theatre World Award.

## Życie prywatne
Spotykał się z aktorką Sarą Gilbert, koleżanką z planu serialu Roseanne. Do grudnia 2009 przez blisko dwa lata był związany z aktorką Kaley Cuoco, z którą grał w serialu Teoria wielkiego podrywu. W sierpniu 2018 związał się z Alainą Meyer, z którą od listopada 2020 pozostają w separacji. Mają syna Avery’ego (ur. 2019).
W 2011 doznał porażenia nerwu twarzowego.
Pod koniec czerwca 2017 roku na skutek pożarów, które dotknęły Kalifornię, zostało zniszczone jego rancho – 360 akrów (150 hektarów) w San Luis Obispo w Kalifornii na Zachodnim Wybrzeżu.

## Filmografia
- 1989: W krzywym zwierciadle: Witaj, święty Mikołaju (Christmas Vacation) jako Rusty Griswold
- 1992–1997: Roseanne jako David Healy/Kevin Healy
- 1994: Terapia wstrząsowa (Without Consent) jako Marty
- 1997: Koszmar minionego lata (I Know What You Did Last Summer) jako Max Neurick
- 1998: Wojna płci (The Opposite of Sex) jako Jason Bock
- 2000: Gra o miłość (Bounce) jako Seth
- 2000: Jak Mona Lisa (Playing Mona Lisa) jako Arthur
- 2001: Vanilla Sky jako Peter Brown
- 2004: White Like Me jako Marcus
- 2004: Port lotniczy LAX (LAX) jako dziennikarz
- 2005: Szczęśliwe zakończenia (Happy Endings) jako Miles (nie wymieniony w czołówce)
- 2005–2006: Hope i Faith (Hope & Faith) jako Jay
- 2005: Na imię mi Earl (My Name is Earl) jako Scott
- 2007–2019: Teoria wielkiego podrywu (The Big Bang Theory) jako Leonard
- 2008: Hancock jako Jeremy
- 2011: Ekipa 8  (Entourage 8) jako Johnny Galecki
- 2011: Wyścig z czasem (In Time) jako Borel
- 2017 Rings jako Gabriel